# Reino lombardo-véneto
El Reino lombardo-véneto, oficialmente llamado Reino de Lombardía-Venecia (en italiano: Regno Lombardo-Veneto; en alemán: Lombardo-Venezianisches Königreich) y también conocido como Lombardia-Venecia, es el nombre que recibieron las posesiones adjudicadas de acuerdo con las disposiciones del Congreso de Viena (9 de junio de 1815) al Imperio de Austria, después de la derrota de Napoleón y que constaban del Milanesado y de la parte italiana de la República de Venecia. El reino fue anexado en 1866 al Reino de Italia.

## Historia

### Antecedentes

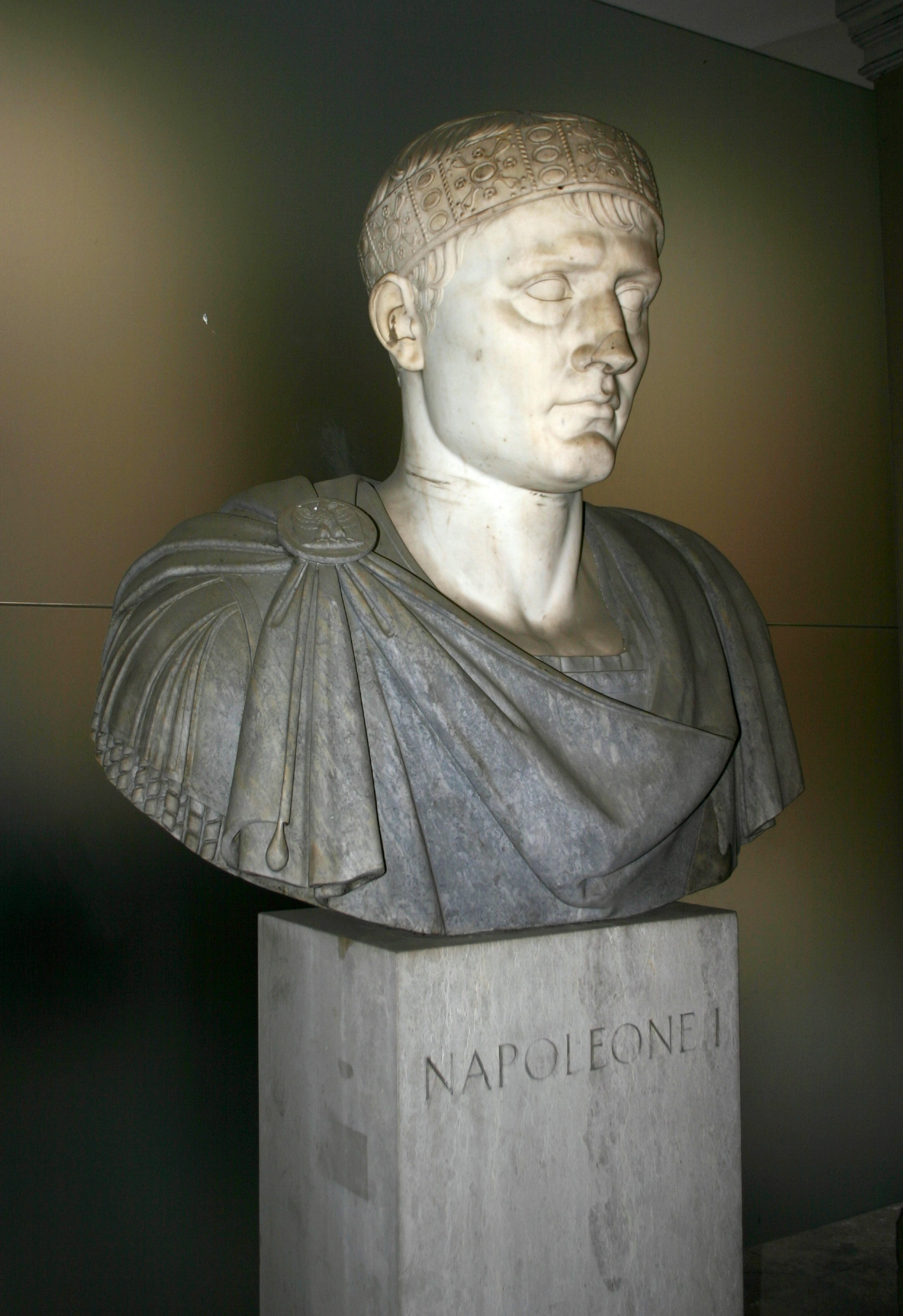
Busto representando a Napoleón como rey de Italia, con la Corona de Hierro.

Antes de las guerras napoleónicas, los territorios que formarían el reino eran, el Ducado de Milán bajo dominio Habsburgo y la República de Venecia.
Durante las guerras napoleónicas se formaron en el área estados títeres de Francia. Surgió así la República Cisalpina (Lombardía), que pasó a llamarse en 1802 República Italiana, en 1805 trasformado en el Reino Napoleónico de Italia. Veneto formó parte de la monarquía de los Habsburgo desde 1797 hasta 1805, año en que fue incorporado al reino de Italia. 
El Reino de Italia, incluía el centro y el este de Italia y una gran parte del norte y tenía la capital en Milán. Napoleón nombró como virrey a Eugène de Beauharnais hijo de su primera esposa Josefina. El órgano central del Reino de Italia fue el Consejo de Estado, constituido con Real Decreto del 9 de mayo de 1805. Así mismo se creó una fuerza militar para proteger el reino y también para las campañas de Napoleón.
El Reino de Italia dejó de existir en 1814 con el fin del período napoleónico: el 6 de abril de 1814, Napoleón estaba listo para abdicar, un acto que se formalizó el día 11. El 16 Beauharnais concluyó un acuerdo de armisticio con el mariscal de campo austriaco Bellegarde.

### Fundación del reino
El congreso de Viena combinó los territorios de Lombardía (dominado por Austria desde 1713) y Venecia (bajo dominio austriaco desde 1797) bajo la monarquía de los Habsburgo, en compensación también por la pérdida de los Países Bajos austriacos. Por medio de la Imperial y Real patente de 7 de abril de 1815 que hacía de los estados austríacos en Italia, el Reino lombardo-véneto. Los sucesivos emperadores de Austria fueron dotando al reino de instituciones propias adaptadas a las características del mismo. En 1816 se crean las diversas provincias del reino, consolidándose la dicotomía entre Lombardía y el Véneto, al estar cada provincia sujeta a uno de los dos gobiernos, en los cuales habría un gobernador. La frontera entre Lombardía y el Véneto fue establecida en el río Mincio. El 1 de enero de 1816, como parte de esta política, Francisco I crea la Orden imperial de la Corona de Hierro con objeto de premiar de forma especial a los súbditos destacados en el ámbito del reino lombardo-véneto. Los idiomas oficiales eran el italiano y el alemán. El reino estaba en unión personal con Austria, por lo tanto el rey titular era el emperador austriaco, que estuvo representado entre 1815-1848 por un virrey y luego por un gobernador general.

### Era Metternich en el reino

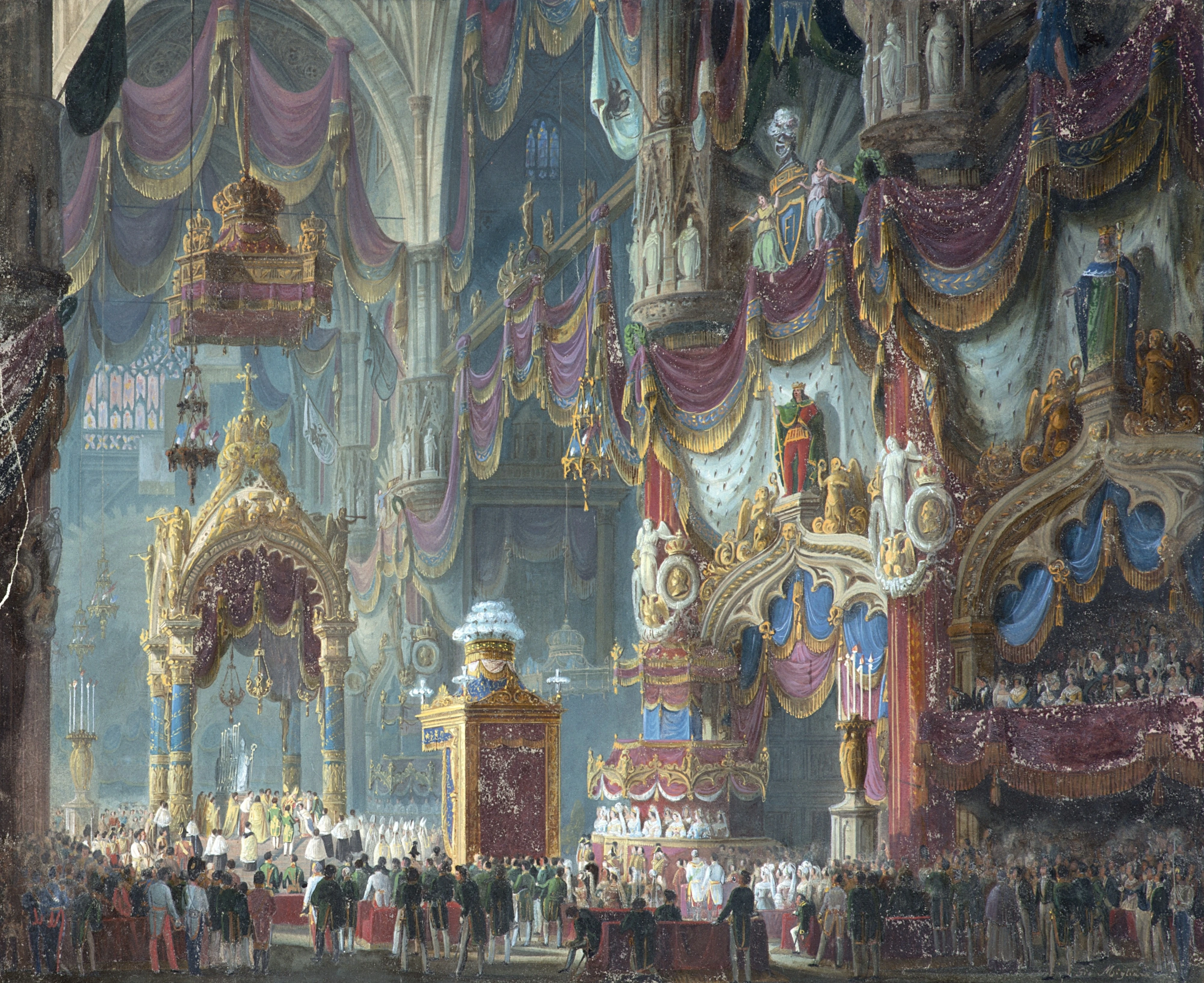
Coronación de Fernando I, rey de Lombardía-Veneto,en la Catedral de Milán en 1838.

En 1818, Raniero José de Austria fue nombrado virrey como sucesor de su hermano, el archiduque Antonio Víctor, cargo que ocupó hasta la Revolución de 1848. El verdadero poder del gobierno se mantuvo en el sistema de gobierno austriaco-Metternich y los deberes de Raniero a menudo se limitaron a actividades representativas. Sin embargo, su influencia informal evitó los impuestos inflados que llevaron a la población rural a la pobreza y la emigración, a pesar del compromiso de su hermano en 1818 y, después de la hambruna, en 1833 se renovaron las discusiones, solo después de su mandato fueron abolidos por Daniele Manin. Al comienzo de su gobierno, encontró un país económicamente desfavorecido, que mejoró al reavivar el comercio (a Venecia se le otorgó el estatus de puerto libre) y mejorar la infraestructura. Raniero sentó las bases del tren de Venecia-Milán y mantuvo una pasión botánica en su residencia veraniega de Monza donde tenía un jardín botánico.
En 1837 comienza a formarse la sociedad mercantil que llevará a cabo el proyecto de unir por ferrocarril las dos capitales del reino, Milán y Venecia, operación que será completada en 1857.

### Revolución de 1848

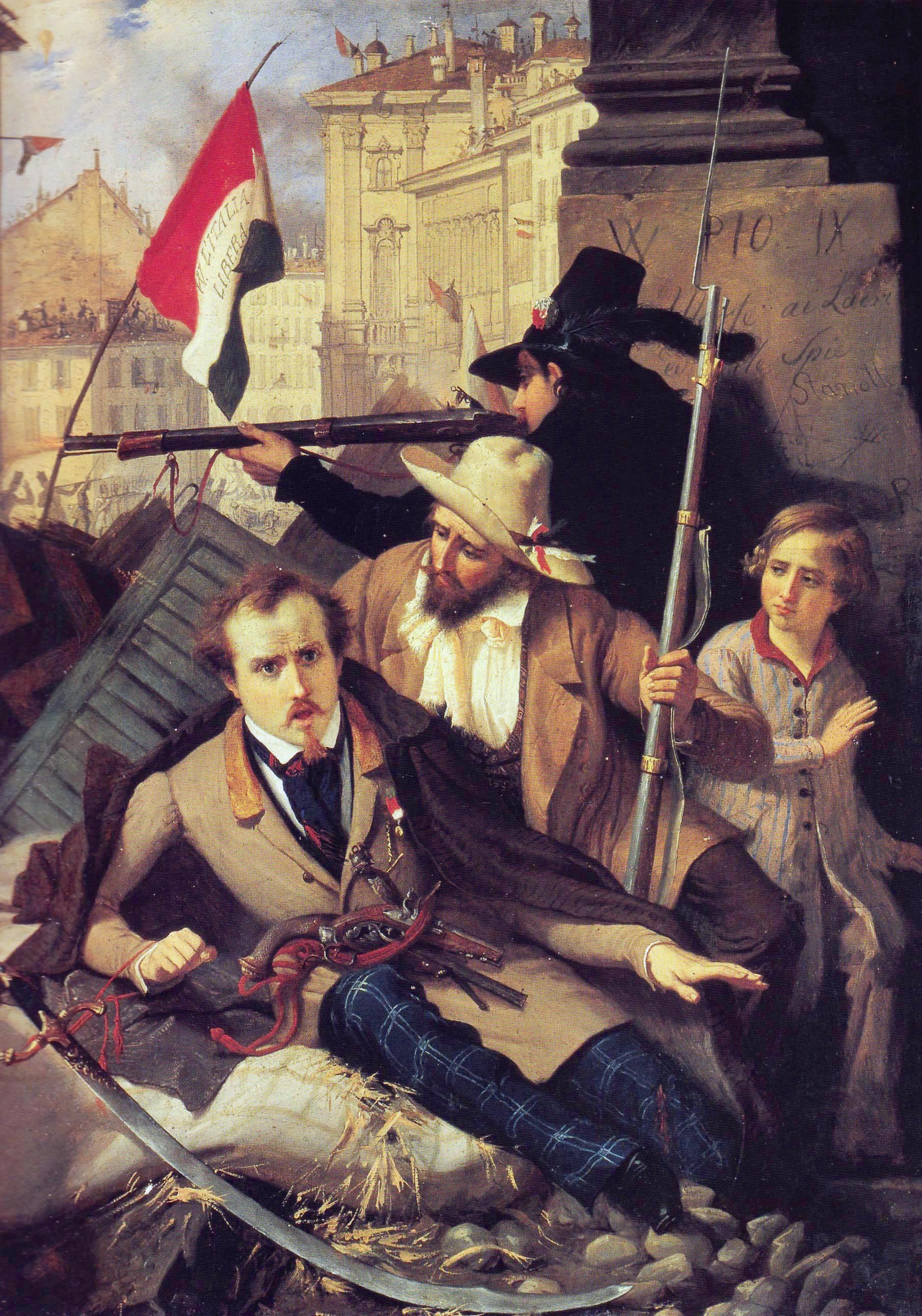
Cinco jornadas de Milán.

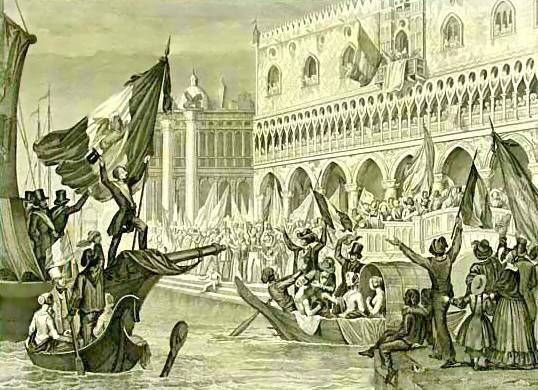
Proclamación de la República de San Marco

Después de una revolución popular el 22 de marzo de 1848 (Las cinco jornadas de Milán), los austríacos transfirieron el dominio del reino a la ciudad de Milán, que se convirtió en sede de un gobierno provisional conocido como: Governo Provvisorio della Lombardia (Gobierno Lombardo Temporal). El día siguiente Venecia también se alzó contra la dirección austriaca, formando el Governo Provvisorio di Venezia (Gobierno temporal de Venecia). Debido a las revueltas de Milán y Venecia, a partir del 23 de marzo de 1848, los austriacos tuvieron que retirarse a la fortaleza del cuadrilátero, que en lombardo-Veneto constituía el núcleo defensivo del ejército de Habsburgo. Al este, al oeste y al sur de este cuadrilátero, las fuerzas de los voluntarios y estados italianos comenzaron a reunirse, lo que gradualmente decidió la guerra contra Austria. Solo en el norte, a través de un corredor a lo largo de la costa este del lago de Garda, las fuerzas austriacas lograron mantener vínculos con el imperio.

Bandera de la República de San Marco.

Gobierno provisional de Milán - Bandera

Tras el inicio de estas revueltas y después de algunas reconsideraciones, el rey Carlos Alberto de Cerdeña declaró la guerra a Austria. A pesar de la desconfianza de algunos demócratas intransigentes, entre ellos el milanés Carlo Cattaneo, la decisión de Piamonte de ingresar a la guerra despertó una ola de entusiasmo en toda Italia que empujó a miles de voluntarios de toda la península a llegar al Véneto y Lombardía para apoyar la causa italiana. Incluso la solidaridad de los otros estados italianos no tardó en llegar. El Gran Ducado de Toscana, dirigido por un gobierno moderadamente liberal presidido por Cosimo Ridolfi, envió un contingente de alrededor de 7000 hombres a Lombardía, incluidos muchos voluntarios. Incluso el Estado Pontificio aceptó el reclutamiento de voluntarios y envió un gran contingente al mando del General Giovanni Durando y una segunda división al mando del General Andrea Ferrari . Pero el rey de Nápoles, Fernando de Borbón, habría dado la ayuda más consistente enviando a unos 16.000 hombres al Veneto bajo el mando del General Guglielmo Pepe, además de un equipo naval en defensa de Venecia. 
Tras la derrota de los ejércitos Sardo-piamonteses en la batalla de Custoza (24-25 de julio de 1848), las tropas austriacas entraron en Milán (6 de agosto) y después de un gran asedio a Venecia el (24 de agosto de 1849), restaurando el dominio imperial sobre ambos territorios. En 1848 Francisco José I se convertiría en Emperador de Austria y gobernaría el reino hasta su disolución.

### Restauración y pérdida de Lombardía

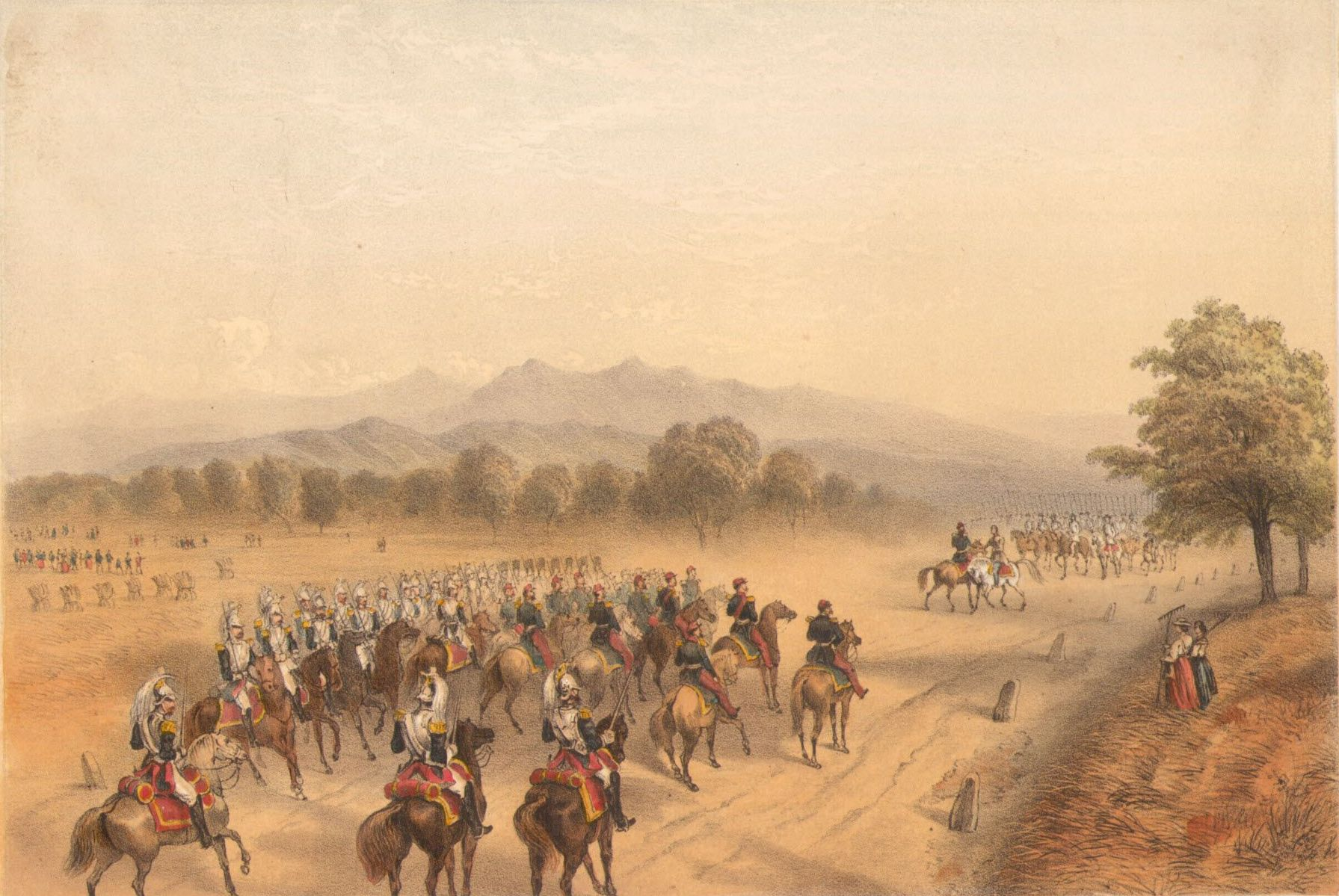
El encuentro entre Napoleón III y Francisco José I en Villafranca.

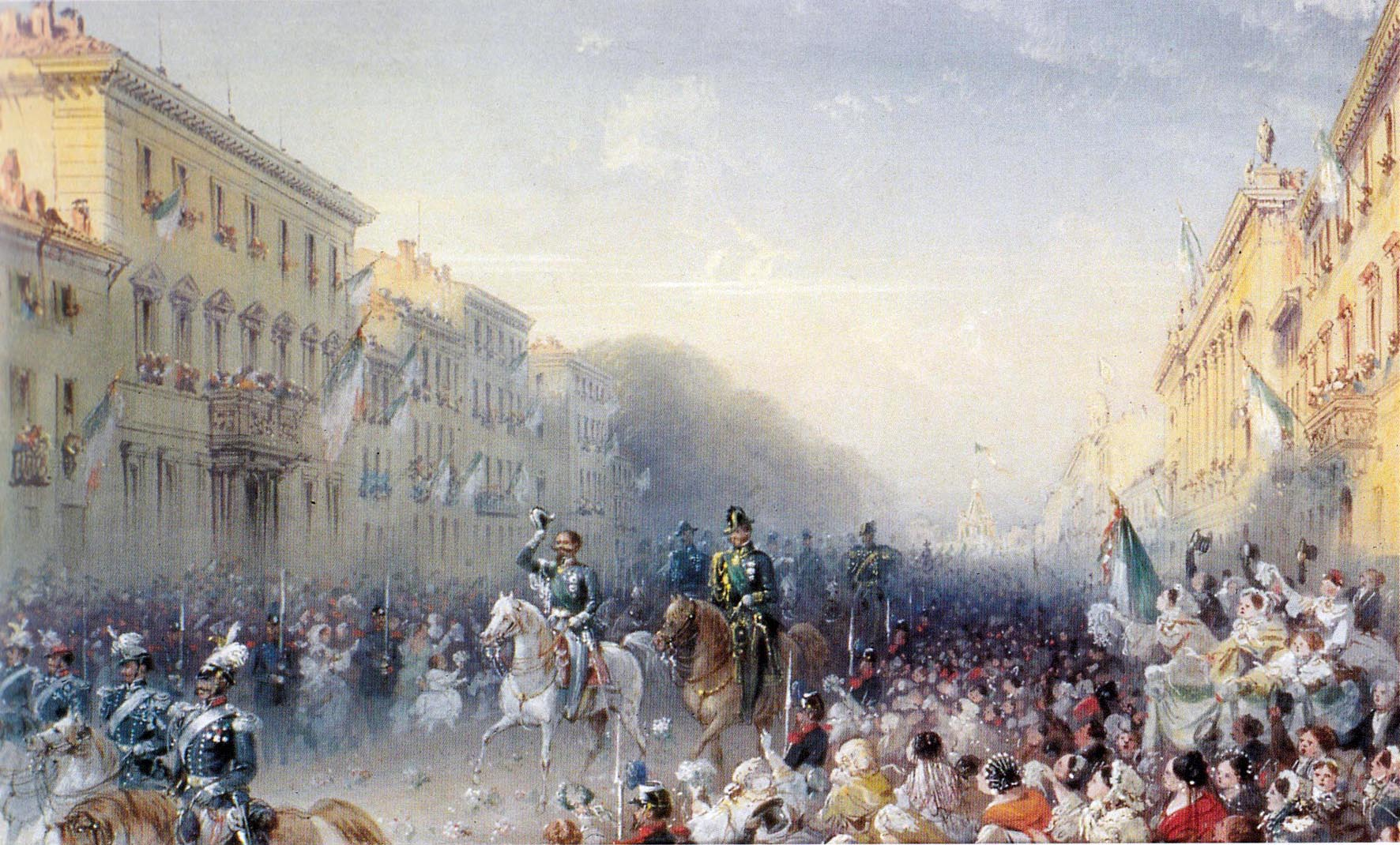
Entrada de Víctor Manuel II a Milán en 1859.

En reemplazo del viejo mariscal de campo Radetzky, quien durante nueve años fue gobernador general, asumió como virrey de Lombardía-Veneto Fernando Maximiliano, hermano del emperador. Después de la transferencia, el 10 de marzo de 1857, el hermano del emperador llegó a Milán en el mes de septiembre siguiente. Como comandante general del reino fue nombrado Ferenc Gyulay.
Maximiliano fue el portador de una nueva amnistía, del regreso a la administración civil y, sobre todo, ofreció un rostro menos despreciado que el de su antecesor. Pero Maximiliano, ciertamente bien intencionado, no trajo ni autonomía ni libertad, por lo que Austria perdió la oportunidad de una paz duradera.
El archiduque intentó reanudar la iniciativa política, a través de renovadas inversiones públicas o con el establecimiento de comisiones consultivas en las que participaron parte de la intelectualidad del reino (Cantù, Pasini, Jacini y otros) que anunciaron una mayor autonomía administrativa. Por lo que se enfrentó (y perdió) contra la voluntad de Viena y de su hermano Francisco José.
En 1859, el ejército austriaco, mandado por Ferenc Gyulay, se enfrentó en una guerra contra el Reino de Cerdeña, asistida, esta vez, por un nuevo y gran aliado, la Francia de Napoleón III, guerra en la cual el imperio fue derrotado. Tras esta derrota el imperio cedió Lombardia a Francia quien la cedió al Piamonte.

### Fin del Reino

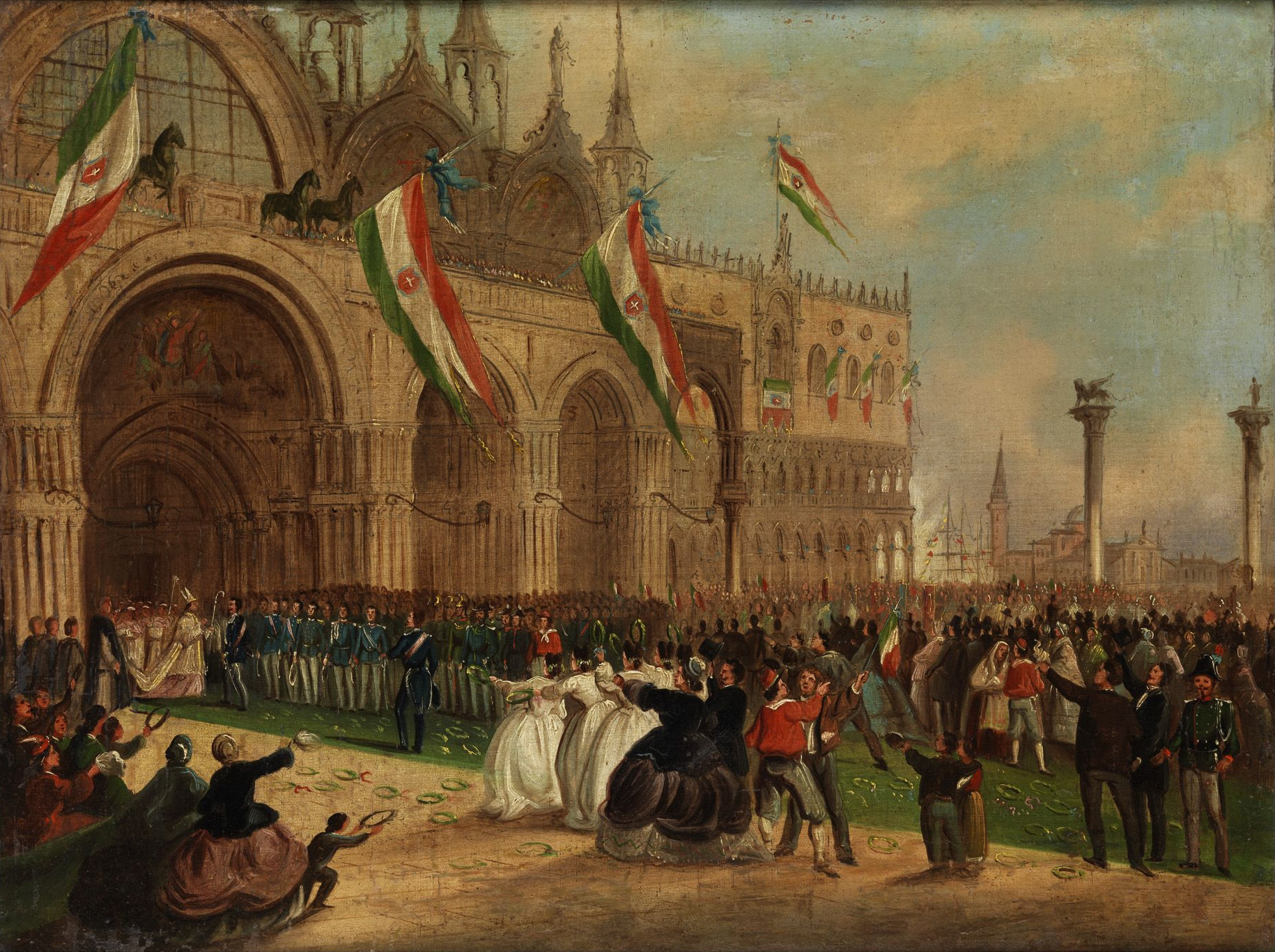
Víctor Manuel II en la plaza San Marco de Venecia en 1866.

Después de 1859 el reino como tal ya no existía, solo el Véneto quedaba en manos austriacas. En 1866 el imperio se vio involucrado en la guerra austro-prusiana, en la que el recién formado Reino de Italia se uniría como aliado de Prusia. Después de cruzar la frontera, una parte del ejército italiano comandado por Alfonso La Marmora fue derrotado en la batalla de Custoza. Ninguno de estos fracasos fue equilibrado por los eventos posteriores, ya que las victorias de Giuseppe Garibaldi y su avance hacia Trento siguieron a otra derrota italiana en la batalla naval de Lissa.
A pesar de esto, gracias a los acuerdos alcanzados anteriormente y la victoria de Prusia en el frente norte, así como a la intervención diplomática de Francia, al final de la guerra, Austria cedió formalmente a Francia el Véneto (así como Mantua y parte del Friul) quien lo cedió a Italia. Un plebiscito confirmó la anexión al Reino de Italia. Italia no pudo anexar los territorios conquistados en el sur del Tirol.
Así se puso fin a lo que quedaba del Reino lombardo-véneto.

## Gobierno

### Reyes
| Imagen | Nombre           | Reinado   | Notas |
| ------ | ---------------- | --------- | --- |
|        | Francisco I      | 1815-1835 | En 1815 tras el congreso de Viena, el emperador austriaco recibiría los territorios de Lombardía y Venecia, que se convirtieron en reino bajo soberanía austriaca.                                                                                             |
|        | Fernando I       | 1835-1848 | Hijo del anterior, padeció de debilidad mental. Durante las revoluciones de 1848 se le obligó a abdicar. |
|        | Francisco José I | 1848-1866 | Sobrino del anterior. Durante su reinado se enfrentara a la guerra contra Cerdeña y Francia en 1859 en la que se perderá Lombardía y en 1866 a una guerra contra Italia y Prusia en la que se perdería Venecia y con esto se dio fin al Reino Lombardo-Veneto. |

### Virreyes y gobernadores generales
- Enrique XV de Reuss-Plauen (1814-1815)
- Heinrich von Bellegarde (1815-1816)
- Antonio Víctor de Austria (1816-1818)
- Raniero de Austria (1818-1848)
- Joseph Radetzky (Gobernador general, 1848-1857)
- Maximiliano I de México (1857-1859)

### Gobernadores o Lugartenientes
Lombardia:
- 28 de abril de 1814 - 2 de enero de 1816: conde Heinrich Johann Bellegarde.
- 2 de enero de 1816 - 24 de febrero de 1818: conde Francesco Saurau.
- 24 de febrero de 1818 - 3 de mayo de 1830: conde Giulio Strassoldo di Sotto.
- 10 de mayo de 1830 a diciembre de 1840 : conde Franz Hartig.
- Diciembre de 1840 - mayo de 1841 : conde Robert von Salm-Reifferscheidt-Raitz.
- Mayo de 1841 - 18 de marzo de 1848: Conde Johann Baptist Spaur.
- 18-22 de marzo de 1848: conde Maximiliano Karl Lamoral O'Donnell (en representación)

23 de marzo de 1848 - 6 de agosto de 1848: ocupación de Lombardía por parte de los piamonteses.
- 6 de agosto - 1 de septiembre de 1848: Felix von Schwarzenberg.
- 1-24 de septiembre de 1848: conde Franz Wimpffen (en representación).
- 25 de septiembre de 1848 - 1849: Conte Alberto Montecuccoli-Laderchi (en representación).
- 1849 - 1850 : príncipe Karl Borromäus Philipp zu Schwarzenberg (en representación).
- 10 de enero de 1851 - 10 de enero de 1857: conde Michele Strassoldo-Grafenberg: (con el título de Lugarteniente de Lombardía).
- 10 de enero de 1857 - 1859: barón Friedrich von Burger.

Veneto:
- 1815 - 1819 : conde Peter Goess.
- 1819 - 1820 : el conde Fernando Ernst Maria von Bissingen-Nippenburg.
- 1820 - 1826 : conde Charles Inzaghi.
- 1826 - 1840 : el conde Johann Baptist Spaur.
- 1840 - 22 de marzo de 1848: Conde Aloys Pállfy de Erdöd.
- 22 de marzo de 1848 - abril de 1848: conde Ferdinand Zichy zu Zich von Vasonykeöy (en representación).

23 de marzo de 1848 - 24 de agosto de 1849 : la autoridad de la renacida República de Venecia y de la administración austriaca coexisten.
- Abril de 1848 - 1849: Conde Laval Nugent von Westmeath como comandante militar, actuando como gobernador civil.
- 24 de agosto de 1849 - octubre de 1849: general Karl von Gorzowsky.
- Octubre de 1849 - 22 de julio de 1850: barón Stanislaus Anton Puchner.
- 22 de julio de 1850 - febrero de 1855: Georg Otto von Toggenburg-Sargans.
- Agosto de 1855 - 6 de febrero de 1860 : conde Kajetan von Bissingen-Nippenburg.
- 9 de febrero de 1860 - 18 de octubre de 1866 : Georg Otto von Toggenburg-Sargans (segundo periodo).

### La cuestión de la capital

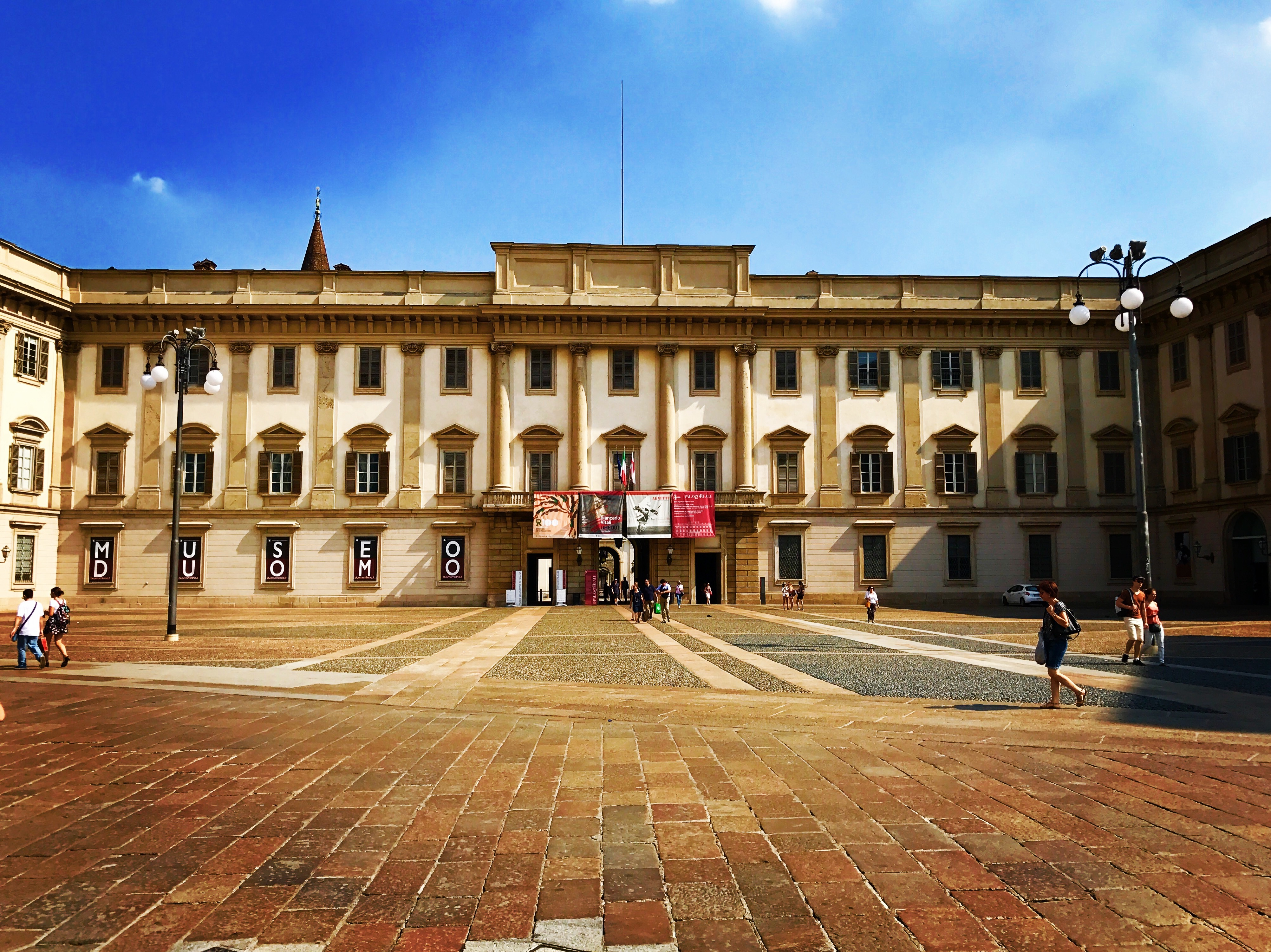
Palacio Real de Milán residencia formal del Virrey austriaco en el Reino de Lombardo-Veneto desde 1815 hasta 1859.

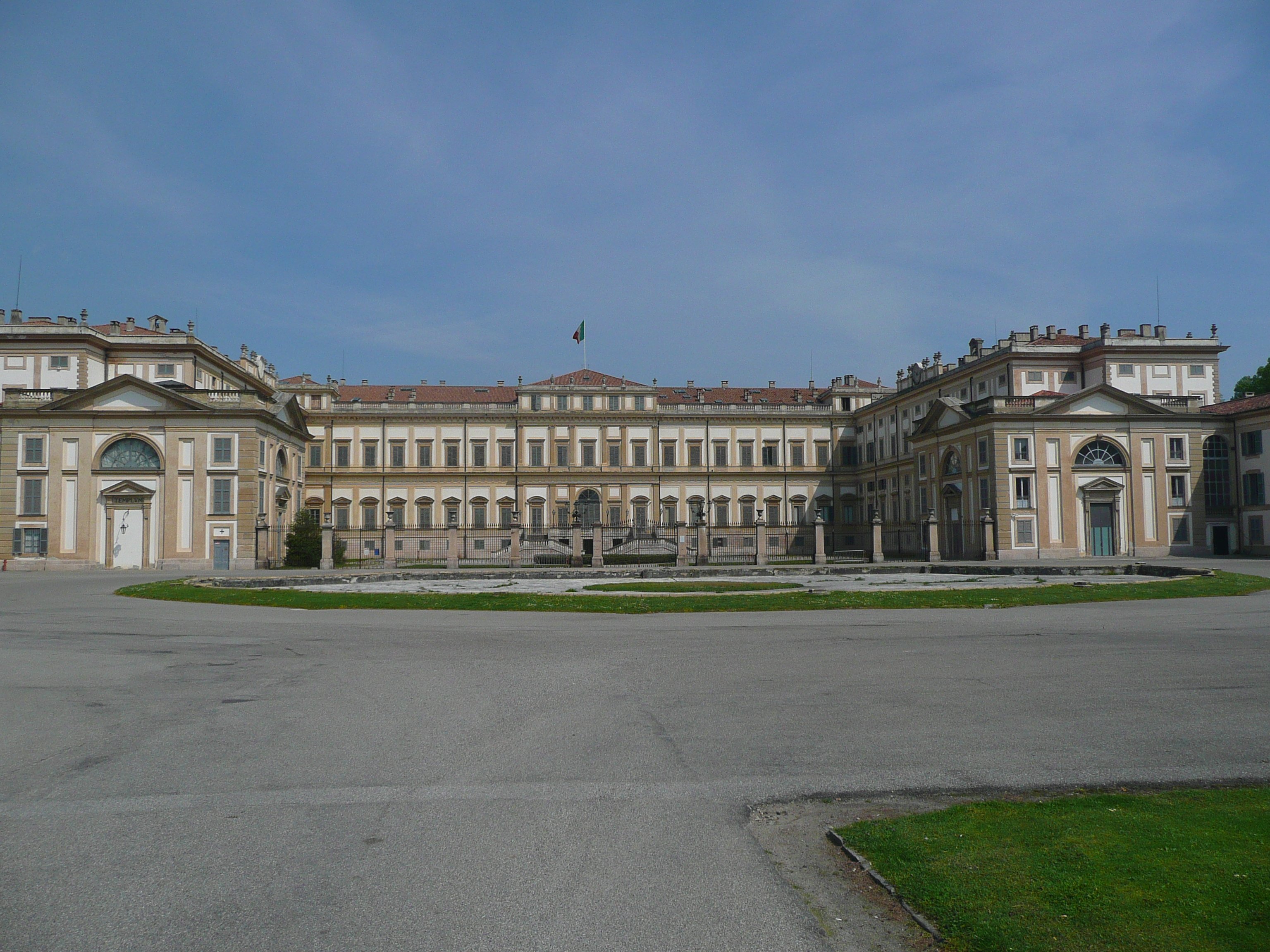
Villa real de Monza utilizado como residencia de campo.

Dentro de todas las formas de administración del gobierno de Lombardo-Veneto, las divisiones tradicionales entre Lombardía y Veneto se mantuvieron formalmente, a su vez unidas por el Imperio austríaco.
Sin embargo, también es cierto que el Emperador nombró a su representante administrativo y legal en sus territorios italianos, que tomó el nombre de Virrey. Muchos de los Virreyes del Reino, incluso si aceptaron formalmente la asignación, nunca residieron dentro de los límites de Lombardía-Veneto, prefiriéndose con mucho la corte austriaca y la administración imperial. En cualquier caso, los Virreyes tenían su residencia formal en el Palacio Real de Milán, que albergaba los apartamentos del Virrey, que también fueron utilizados como residencia oficial por el Emperador cuando visitaba el Reino. La residencia de campo estaba representada por la Villa real de Monza, siendo el archiduque Maximiliano el último en ocupar esta estancia.
La preferencia de Milán sobre Venecia para la elección de una residencia se debió a dos factores fundamentales: en primer lugar, era una ciudad de importancia estratégica para toda el área del norte de Italia y, sobre todo, la aristocracia de Milán estaba mucho más dispuesta a ver una Soberano que residía directamente dentro de sus propias fronteras que los republicanos venecianos. Además, esta tradición de residencia milanesa siguió los pasos de lo que ya había hecho María Teresa I de Austria, con el antiguo Ducado de Milán. Este territorio había sido tradicionalmente austriaco durante mucho más tiempo que el Veneto, que en cambio había pertenecido a las posesiones de la casa real austriaca tras el colapso de la República de Venecia y que solo se había consolidado realmente desde el Congreso de Viena.

## Organización Judicial

### Senado de justicia
El Senado de Justicia del Reino de Lombardía-Véneto, una vez que se constituyó el estado, se inauguró oficialmente el 7 de abril de 1815, con sede en Viena, y permaneció en la capital imperial hasta el 28 de junio de 1816. En las sesiones de esta primera fase se trataron los asuntos judiciales relativos a Veneto y Dalmacia. A partir del 30 de junio de 1816, el gobierno imperial dio órdenes de iniciar el Senado de Justicia del Reino a favor del estado recién establecido el 1 de agosto de 1816 y como tal, reanudar la actividad administrativa y deliberativa directamente en el territorio italiano. Básicamente, tuvo la tarea de verificar que todas las acciones del gobierno tuvieron lugar "de acuerdo con la ley establecida". Este órgano era prácticamente un gran tribunal, es decir, tenía la tarea de respaldar las condenas más serias que luego tenía que ser firmada por el Emperador, juzgando delitos como lesa majestad, el levantamiento general, hasta decretar cadena perpetua o incluso la pena de muerte.
Sobre la base de la resolución soberana del 11 de abril de 1829, el senado estaba gobernado por un presidente y diez consejeros asesores, seis austriacos, cuatro italianos (generalmente dos lombardos y dos venecianos). El Senado sobrevivió hasta el 3 de enero de 1851, cuando el mariscal de campo Radetzky, con la opinión favorable del emperador, ante los recientes disturbios que las revoluciones habían provocado principalmente en Lombardía, decidió abolirlo y las tareas administrativas de su competencia anterior se transfirieron al ministerio de justicia, y posteriormente a Viena.

### Administración de justicia

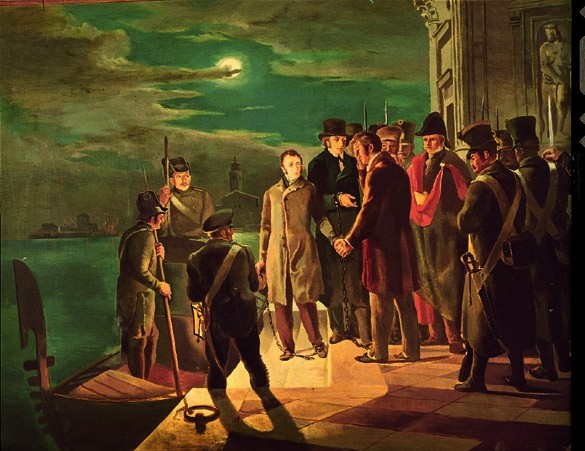
El arresto de Silvio Pellico y Pietro Maroncelli en Venecia.

La administración de justicia en el reino de Lombardo-Veneto se dividió en tres grados: Tribunal de Distrito y Pretura, Tribunal de Apelación y Tribunal Supremo de Justicia. Cada capital provincial era la sede de un tribunal de primera instancia, mientras que en los dos centros regionales de Milán y Venecia había dos tribunales de apelación. En la parte superior del sistema se encontraba el Senado, el Tribunal de Casación del Reino, que se estableció en Verona.
A diferencia de otros dominios austriacos en Italia, como el Gran Ducado de Toscana, en el Reino Lombardo-Veneto, la pena de muerte no se había abolido y seguía imponiéndose por lesa majestad, rebelión y otros delitos graves. Paralelamente, estaba igualmente extendido, el exilio o prisión que prescribían los jueces del reino en aquellos años, especialmente para los conspiradores revolucionarios y los carbonarios. Las víctimas ilustres de esta justicia fueron Silvio Pellico, Piero Maroncelli y Federico Confalonieri. El duro sistema de prisiones de esta época está representado por la Fortaleza de Spielberg en Brno, en la República Checa, entonces una parte remota del Imperio austríaco, donde se llevaban a los prisioneros de estado.
Todas las milicias armadas no austriacas, y, por lo tanto, manejadas por italianos sujetos a la administración austriaca (como la guardia civil o la policía municipal), llevaban un uniforme verde característico.

### Magistrado contable
El Senado de la Cámara de Comercio, establecido el 9 de abril de 1816, fue la magistratura especial encargada de la autoridad fiscal superior del Reino. Con sede en Palazzo Marino , se parecía a un moderno Tribunal de Cuentas. Presidido por el gobernador, el organismo preparó el presupuesto del estado, pero su poder estaba limitado por el gobierno de Viena y, obviamente, por el emperador, que podía bloquear sus deliberaciones. Tras la notificación del 15 de junio de 1830, el Senado fue reemplazado por un solo magistrado cameral.

## Símbolos
El gobierno austriaco hizo todo lo posible para revaluar el pasado glorioso de las tradiciones del área de Lombardía-Veneto y así fue como se mantuvo la Corona de Hierro (siguiendo el ejemplo ya iniciado por Napoleón Bonaparte en su Reino de Italia) como símbolo de la realeza de Lombardía-Veneto y elegida como la corona oficial para las coronaciones de cada nuevo soberano, coronaciones que tuvieron lugar en la Catedral de Milán. Para conmemorar la importancia de estas glorias, también se instituyó la Orden de la Corona de Hierro basada en la anterior napoleónica, que fue otorgada principalmente a los italianos para recompensarlos por sus méritos hacia la administración austriaca. También se creó una indumentaria para la coronación en este reino. El manto es el objeto más destacado de la indumentaria, fue diseñado por Philipp von Stubenrauch y realizado por Johann Fritz en Viena en 1838. Es muy semejante al manto del Imperio Austríaco pero está confeccionado con terciopelo azul y naranja, piel de armiño, seda blanca, bordados de oro y plata y encajes. El borde del manto está adornado por una hilera de medallones que contienen una representación de la Corona de Hierro. Estos medallones están rodeados por bordados con forma de ramilletes de palmas, hojas de encina y de laurel. Se tuvo que realizar este manto porque solo se contaba con la Corona de Hierro cuando se decidió coronar en Milán al emperador Fernando I como rey de Lombardía y Venecia.

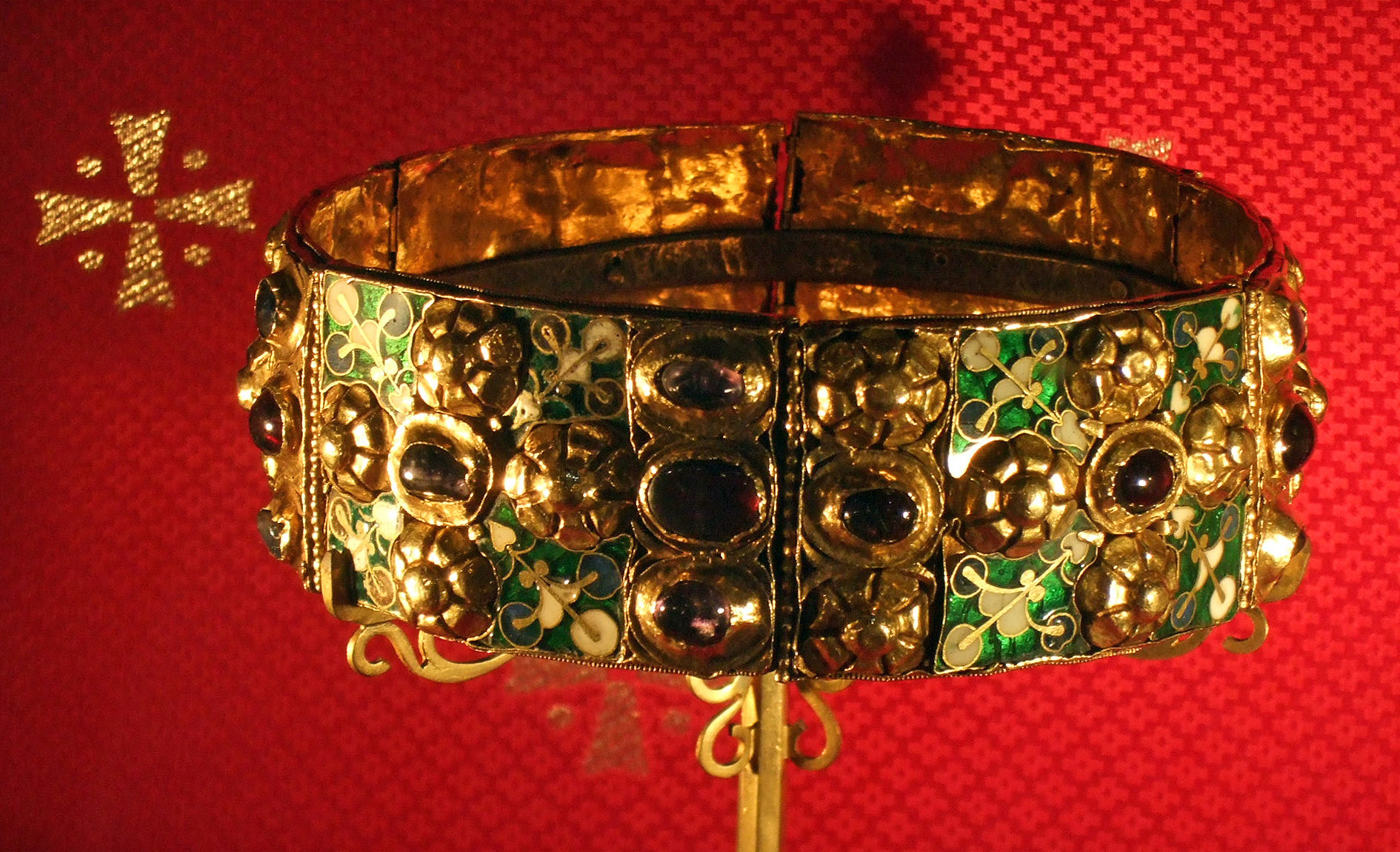
Corona de Hierro.
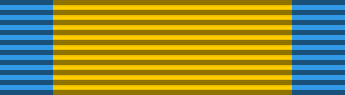
Cinta de la Orden de la Corona de Hierro.
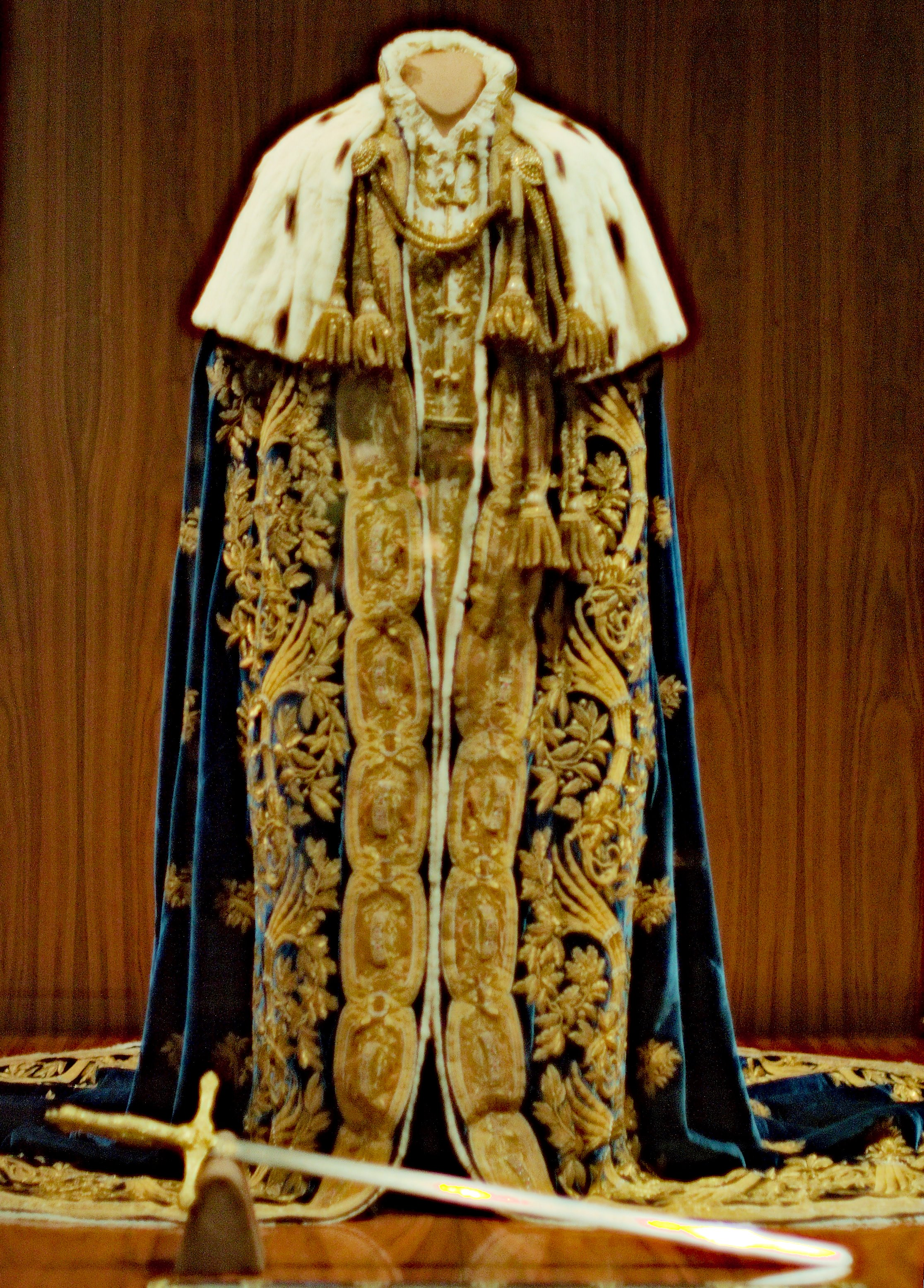
La indumentaria para la coronación del Reino de Lombardía-Venecia.
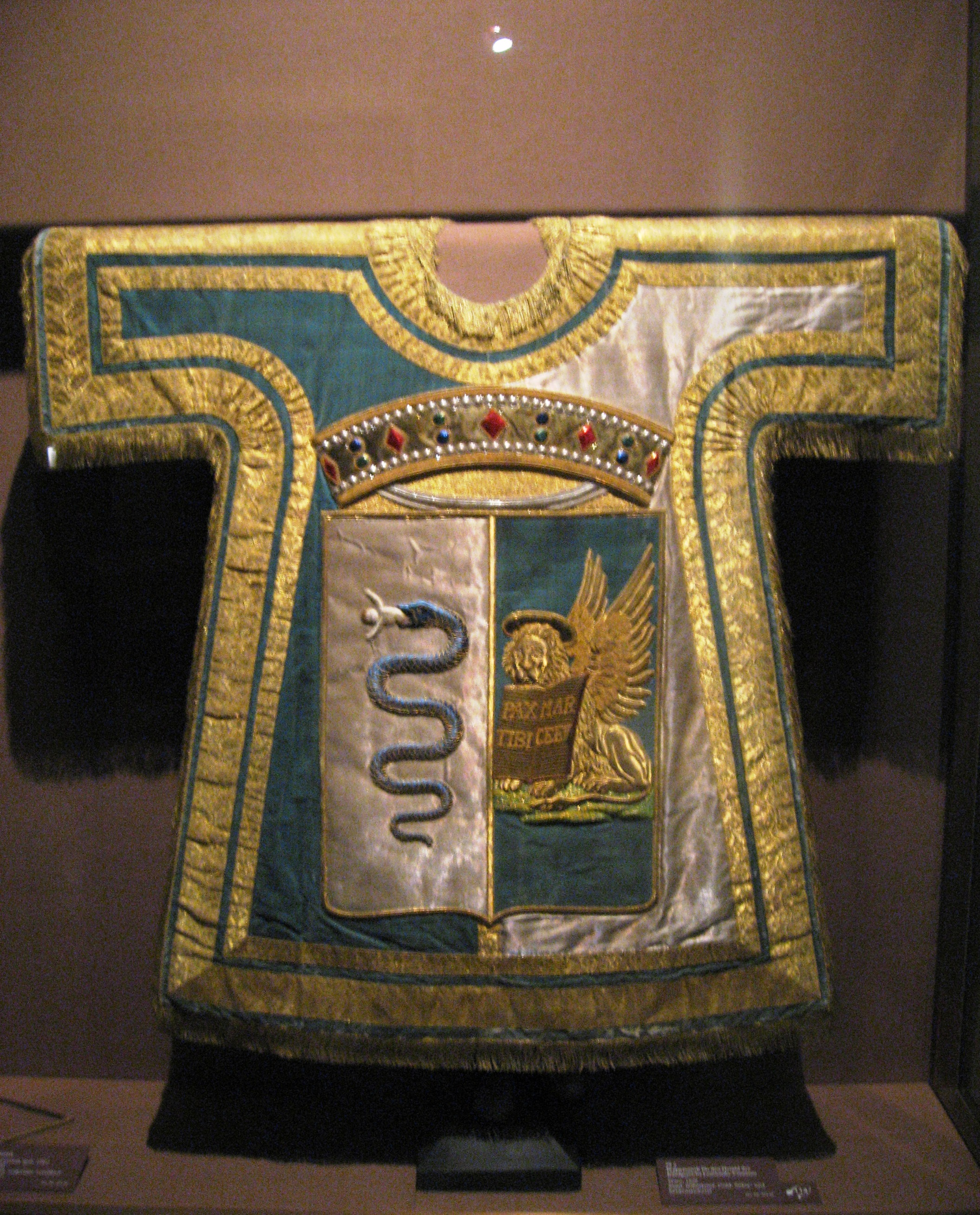
Tabardo de heraldo con las armas de Lombardía y de Véneto, conservado en Viena.

### Heráldica
En heráldica, el escudo del reino usaría en su simbología la herencia de los escudos de armas del ducado de Milán y la república de Venecia, incorporándose al águila bicéfala austriaca.

Escudo del Ducado de Milán bajo el dominio de la casa Visconti, donde aparece el Biscione.
Escudo de la República de Venecia con el león de San Marcos.

### Himno
Al estar el reino sujeto a la dinastía Habsburgo, el himno será el mismo del imperio austriaco, el Kaiserhymne o Gott erhalte Franz den Kaiser (en italiano: Iddio salvi l'imperatore Francesco). El himno en versión italiana se estrenó en el Teatro de La Scala de Milán en 1838, en presencia de Fernando I de Austria y María Ana de Saboya.
Himno en Italiano:
Serbi Dio l'Austriaco Regno,

Guardi il nostro Imperator

Nella fe' che  Gli è sostegno,

Regga noi con saggio amor!

Difendiamo il serto avito,

Che Gli adorna il regio crin;
2 volte - Sempre d'Austria il soglio unito,
Sia d'Asburgo col destin!
Pia difesa e forte insieme

Siamo al dritto ed al dover;

E corriam con lieta speme

La battaglia a sostener!

Rammentando le ferite

Che di lauri ci coprir;
2 volte - Noi daremo beni e vite
Alla patria, al nostro Sir.
Dell'industria a' bei tesori

Sia tutela il buon guerrier;

Incruenti e miti allori

Abbian l'arti ed il saper!

Benedica il Cielo e renda

Glorioso il patrio suol,
2 volte - E pacifico risplenda
Sovra l'Austria ognora il sol!
Siam concordi, In forze unite

Del potere il nerbo sta;

Alte imprese fian compite,

Se concordia in noi sarà .

Siam fratelli, E un sol pensiero

Ne congiunga e un solo cor;
2 volte - Duri eterno questo Impero,
Salvi Iddio l'Imperator!
Presso a Lui, sposa beata

Del Suo cor l'Eletta sta;

Di quei vezzi inghirlandata,

Che non temono l'età.

Sulla Mite in trono assisa

Versi il Cielo ogni suo don;
2 volte - Salve Augusto, salve Elisa,
E d'Asburgo la Magion!

## Administración territorial
El Reino de Lombardía-Venecia comprendía dos gobiernos independientes (Gubernien) en sus dos partes, que oficialmente fueron declaradas tierras de la corona separadas en 1851. Cada parte se subdividió en varias provincias, aproximadamente correspondientes con los departamentos del Reino Napoleónico de Italia.
Lombardía incluía las provincias de Milán, Como, Bérgamo, Brescia, Pavía, Cremona, Mantova, Lodi-Crema y Sondrio. Venecia incluía las provincias de Venecia, Verona, Padua, Vicenza, Treviso, Rovigo, Belluno y Udine.

## Etnografía
De acuerdo con el mapa etnográfico de Karl von Czoernig-Czernhausen, emitido por la Administración de estadísticas en 1855, el Reino de Lombardía-Venecia tenía una población de 5.024.117 personas, que consta de los siguientes grupos étnicos: 4.625.746 italianos; 351.805 friulanos; 12.084 alemanes (Cimbrios en Venecia); 26.676 eslovenos y 7.806 judíos.

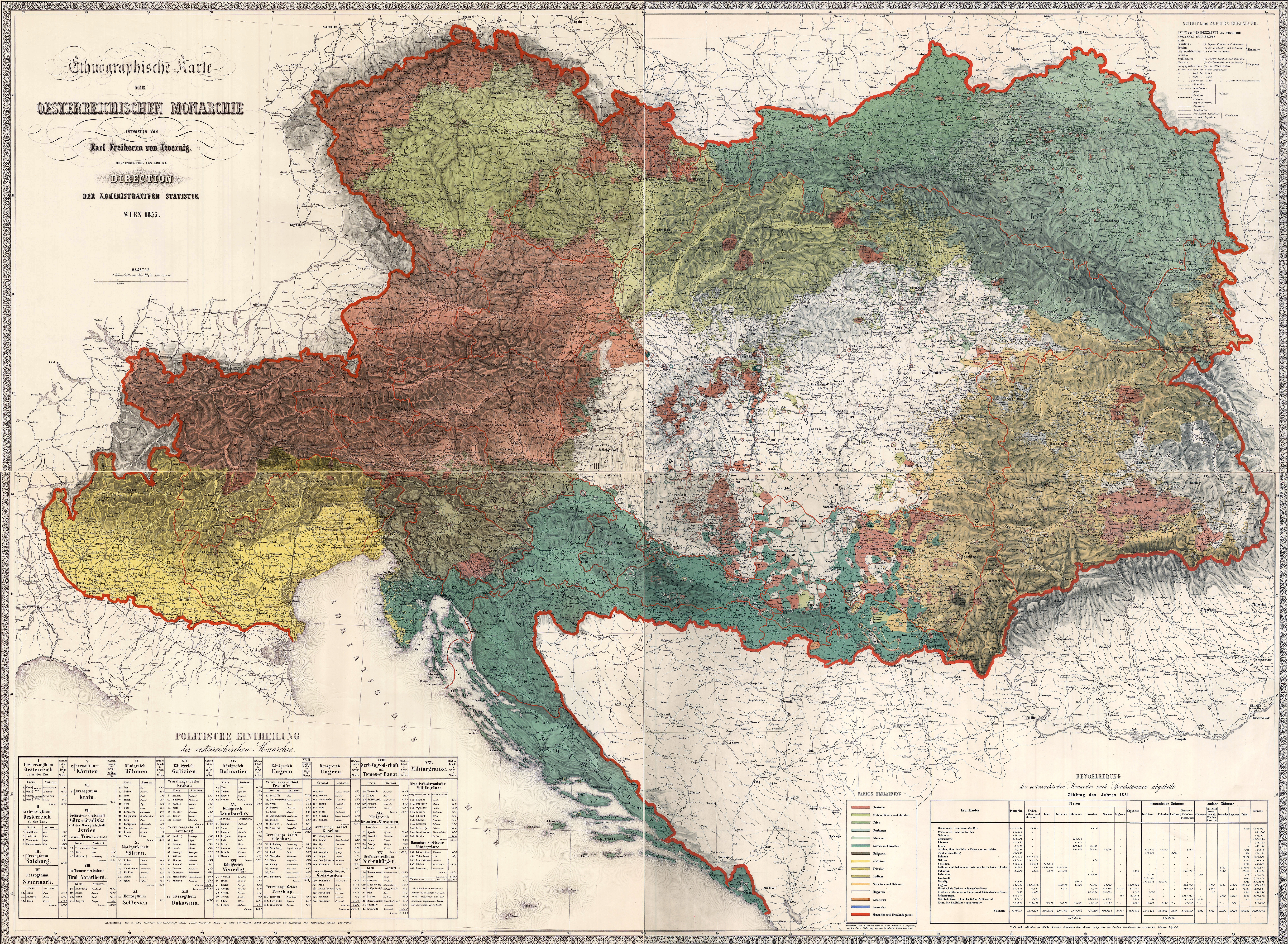
Mapa etnográfico del Imperio austriaco (1855) de Karl Freiherrn von Czoernig.

## Economía
La economía del Reino de Lombardo-Véneto desde su fundación se había centrado en torno a la agricultura, que siempre ha desempeñado un papel fundamental, especialmente en Lombardía del Oltrepò. Los cultivos esenciales, que permitieron el sustento del estado y las exportaciones, consistieron en trigo, cebada, centeno y sobre todo arroz.
Además, en la ciudad de Milán, el comercio vinculado a las grandes industrias manufactureras, fábricas de calzado y fundiciones de metales, era muy activa. En Venecia, la pesca y las actividades de construcción de barcos estaban bastante extendidas, ya que la ciudad, junto con Trieste, representaba el principal puerto del Imperio austríaco y la única salida importante al Mar Mediterráneo.

### Transporte y comunicaciones

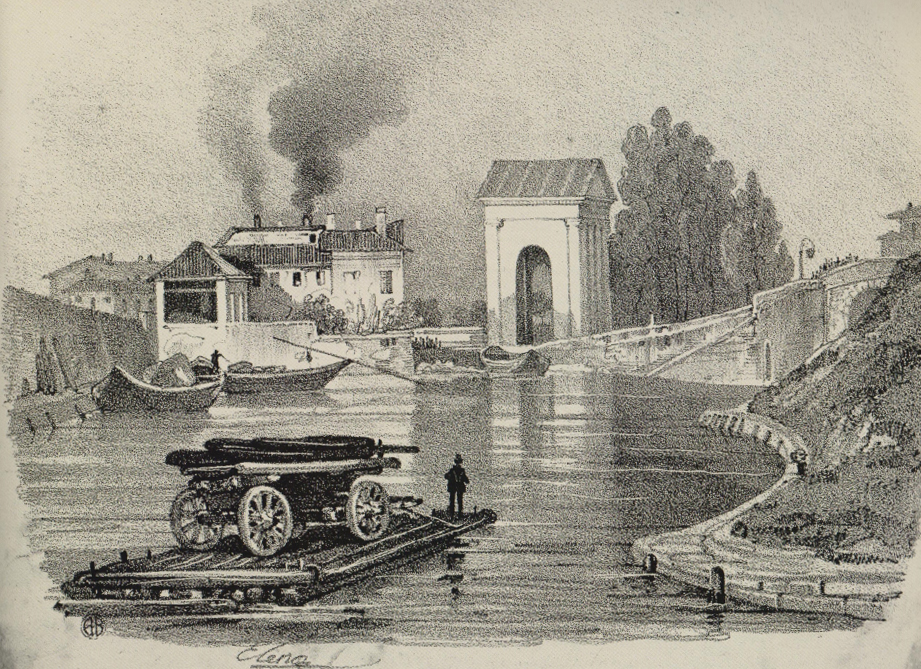
Darsena de Milán a principios del.

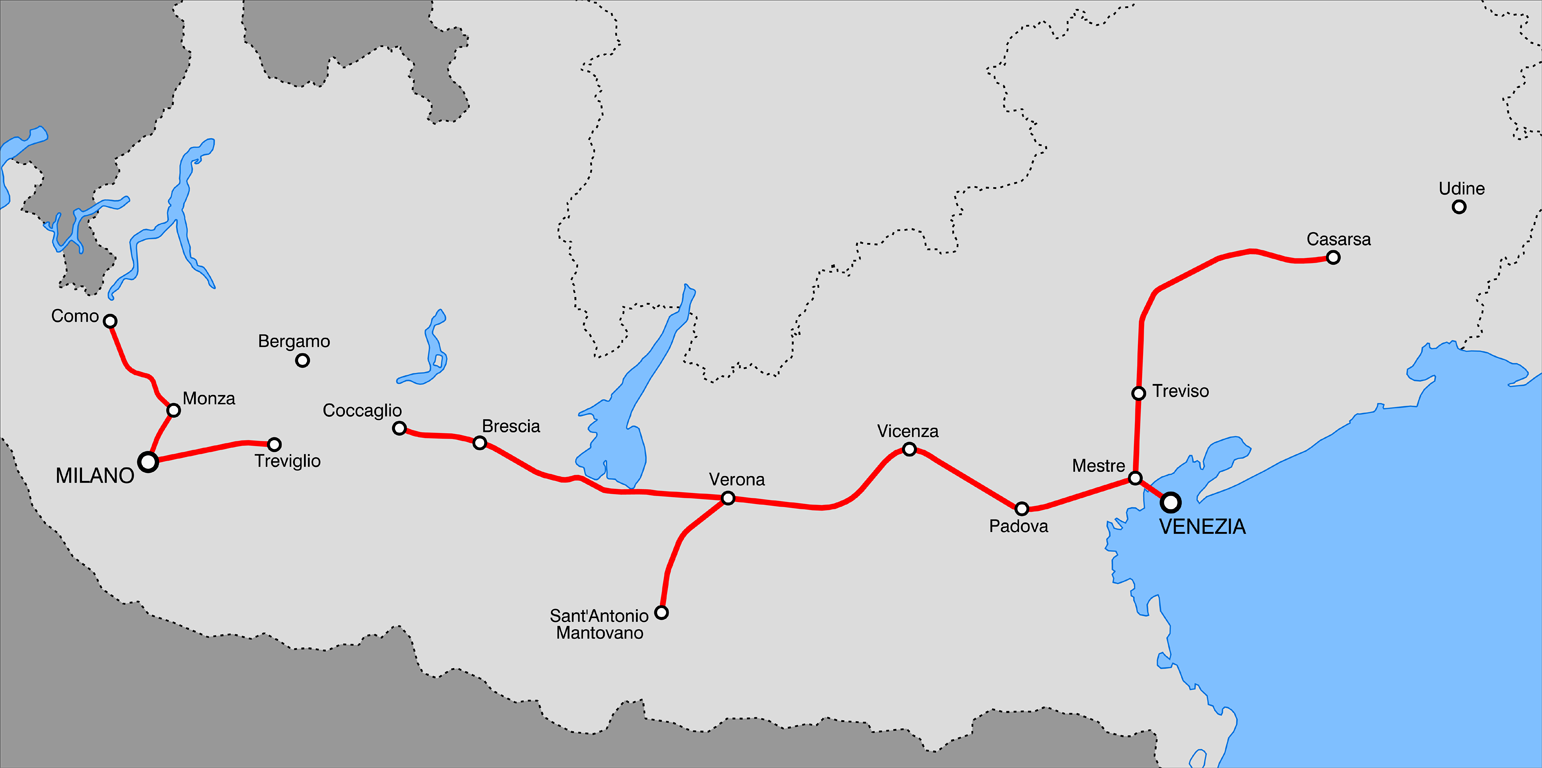
Red ferroviaria del reino lombardo-véneto en 1856.

De los estudios realizados en ese momento, se informaba de que el Reino Lombardo-Véneto también estaba a la vanguardia en el campo del transporte y las líneas de comunicación, en particular en comparación con otros estados de la península en ese momento. 
La línea ferroviaria Novara-Milán se inauguró en mayo de 1859 tras el resultado de largas negociaciones de cooperación entre el Reino de Cerdeña y Lombardía, aunque menos de un mes después, los milaneses serán conquistados por Víctor Manuel II tras la batalla de Magenta que involucrará directamente a este ferrocarril en la invasión del territorio austriaco por parte del Piamonte.
Otro medio de transporte ampliamente utilizado en el reino fue el transporte en barco (debido a la presencia de grandes ríos). Los mensajeros operaban regularmente a lo largo del canal navegable Naviglio Grande y otros canales más pequeños en Lombardía, conectando la mayoría de los suburbios con la Darsena de Milán, mientras que en Venecia los ferries conectaban las islas de la laguna entre ellas y la costa de Iliria.

### Industria en el área lombarda
La industria en Lombardía nació y se desarrolló a partir de principios del siglo XIX en gran parte por iniciativa privada, a diferencia de lo que estaba sucediendo en otros lugares donde la industria fue alentada por varios gobiernos a través de la intervención directa o las órdenes estatales masivas. Esta característica, junto con la falta de una política aduanera e industrial favorable bajo el imperio austríaco, de la que dependía Lombardía, permitió a la industria local fortalecerse a lo largo de los años hasta que lideró el desarrollo industrial italiano con la unificación de Italia. Según Cesare Cantù, el primer esfuerzo serio de industrialización en Lombardía ocurrió durante el reinado napoleónico, en el que la necesidad de armar un ejército de aproximadamente 50.000 individuos dio un gran impulso a la industria mecánica y textil.

#### Industria textil

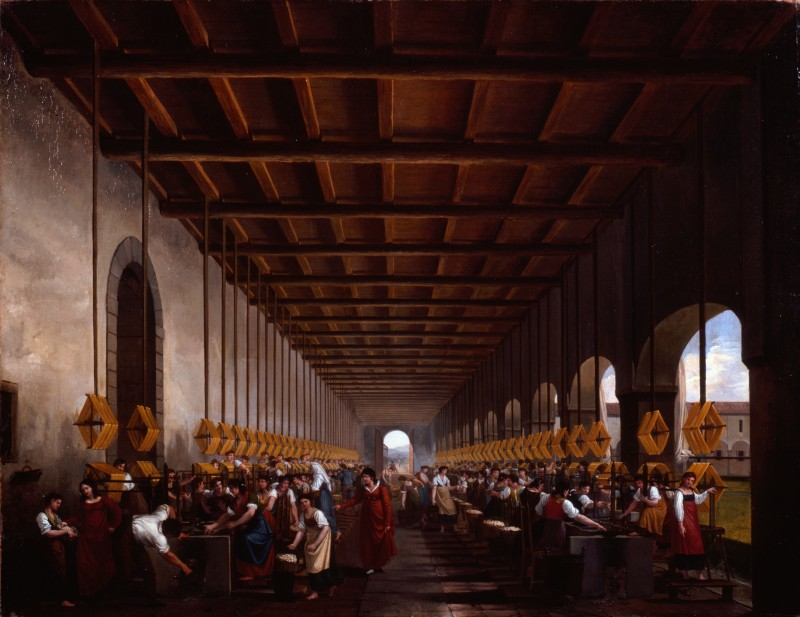
Industria textil en el área de Bergamo (alrededor de 1820).

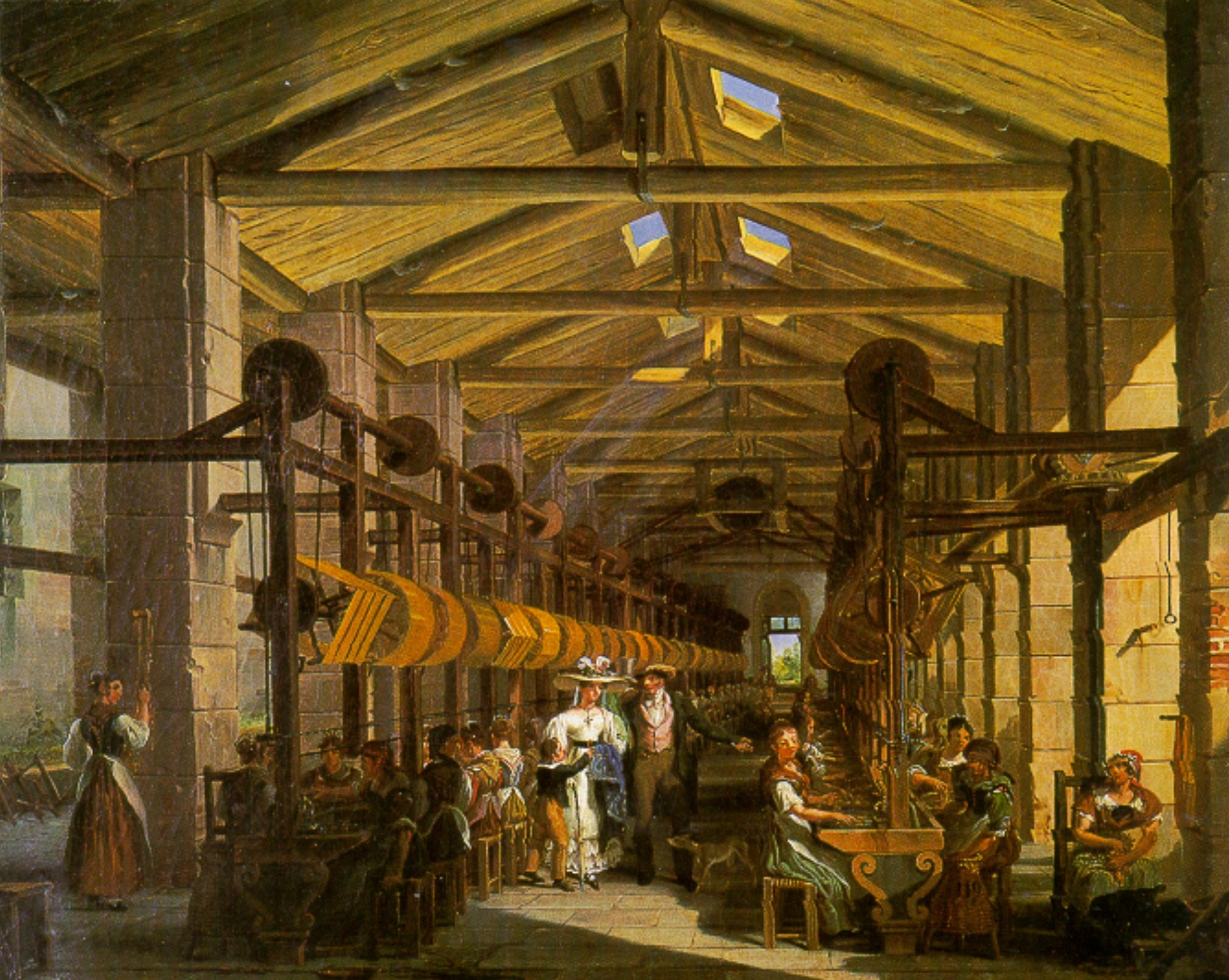
La hiladora Mylius de Giovanni Migliara, 1828. Esta pintura fue encargada por Enrico Mylius al pintor Migliara para ilustrar su hiladora de Boffalora.

La industria textil fue sin duda la rama más rentable e importante de la industria lombarda en términos de valor y empleo. La rama más importante de la industria textil fue la seda, una de las más desarrolladas de Europa, seguida por el algodón y luego por otros textiles. En los albores de la unificación de Italia (1860), Lombardía produjo algo más de 1400 toneladas de hilo de seda en bruto en el total italiano de 4.200 toneladas (alrededor de un tercio de toda la producción): le siguieron el Reino de Cerdeña con alrededor de 900 toneladas, luego el Veneto con unas 700 toneladas y el Reino de las Dos Sicilias con poco menos de 600 toneladas; las 600 toneladas restantes fueron proporcionadas por los estados italianos restantes. De todas las industrias textiles, la industria de la seda fue durante mucho tiempo la más importante en Lombardía: la producción local de hilados de seda fue en 1856 de aproximadamente 4 millones de libras milanesas, o aproximadamente 1300 toneladas por año, lo que proporcionó aproximadamente el 70% del comercio total de seda en Lombardía, al que se agregó hilado de Veneto y de otras provincias austriacas, por un total de aproximadamente 1.870 toneladas comercializadas o tratadas en Lombardía. De todo esto, solo un poco más del 20% se destinó al comercio interno, mientras que el resto se exportó a toda Europa. En cuanto al algodón, este se importó principalmente de los Estados Unidos, mientras que un resto provino de la India y Egipto. De todo el algodón importado, las tres cuartas partes se destinaron al procesamiento de las fábricas lombardas. En la región había 33 hilanderías, con un total de 123 000 husos, con 18 plantas y 70 000 husos en la provincia de Milán y 9 plantas y 30 000 en la provincia de Como. En la provincia de Milán, el hilado estaba especialmente concentrado en el área de Altomilanese, donde las plantas podían extraer agua de los cursos del Olona y Ticino necesario para la fuerza motriz de la maquinaria, mientras que solo había una fábrica en la provincia de Sondrio, que, sin embargo, igualó a las tres fábricas en la provincia de Bérgamo por número de husos. En 1856 había en Lombardía algo más de 17.00 telares, de los cuales 15.000 solo en la provincia de Milán. Respecto a la lana, el procesamiento de esta a nivel industrial se introdujo en Lombardía en 1816, mientras que el procesamiento tradicional de la lana ya estaba presente en la época de Francesco Sforza. Ya en 1840 podría decirse que la aventura a gran escala de la producción de lana en la lombardía había terminado, principalmente debido a los altos derechos de importación sobre las materias primas y a la competencia de las fábricas de lana en las zonas más favorecidas del Imperio austríaco, de la que formaba parte Lombardía, en particular Bohemia y Moravia. En 1856, el hilado de la lana se concentró especialmente en la provincia de Bérgamo, donde había 6 molinos para 4300 husos: la producción de lana hilada era de alrededor de 750 toneladas. También en el área de Bérgamo había 27 fábricas de telas de lana y 30 fábricas de alfombras, cuyos productos se exportaban al Ducado de Módena y Reggio, Estado Pontificio, Reino de las Dos Sicilias, Hungría y Turquía. Sin embargo, debe señalarse que en la región de Lombardía-Véneto la industria de la lana tuvo un gran desarrollo en el distrito de Schio, al que se agregó la competencia del distrito de Borgosesia en el vecino Piamonte.

#### Industria siderúrgica y metalúrgica
Lombardía, junto con el Gran Ducado de Toscana, fue responsable de la fabricación de más de dos tercios del hierro fundido producido en todos los estados italianos en el periodo de preunificación, que ascendió a aproximadamente 30 000 toneladas: este hecho es algo primordial en la industria siderúrgica italiana, si se entiende que en 1855 solo Inglaterra producía 3 millones. La fabricación y el procesamiento de hierro en estas provincias se vio favorecido por la presencia de minas no despreciables: durante la primera mitad del siglo XIX, de las minas locales se extrajo en promedio de 6.000 a 7.000 toneladas de mineral de hierro, que sin embargo no fue suficiente para alimentar todos los hornos en la zona.
La producción metalúrgica se organizó en talleres pequeños y medianos en comparación con los talleres principales en otros países; La razón se debió a tres razones principales:
- La falta de una actividad industrial favorablemente debido a la política de Estado de Austria, donde a diferencia de otros estados en los que fue testigo de la fundación de grandes talleres mecánicos de la propiedad estatal que se beneficiarían de comisiones grandes y permanentes, como ocurrió para Ansaldo de Génova en el Reino de Cerdeña y la Officine di Pietrarsa en el Reino de las Dos Sicilias.[11]
- El favor del gobierno central austriaco a sus manufacturas locales en los contratos del gobierno, como por ejemplo, se produjo en el sector mecánico con una gran parte de los pedidos públicos en los talleres de Estiria y la ausencia de derechos en diversos sectores, como la importación de maquinaria de Francia e Inglaterra.[20][21]
- Concentración, por razones geográficas obvias, de la gran construcción naval en Venecia y Trieste, donde estaban presentes el Arsenal de Venecia y el Arsenal Lloyd.

El hierro producido en Lombardía se utilizó casi en su totalidad para el procesamiento posterior en talleres dentro de la región. Una rama particularmente prolífica de la industria metalúrgica lombarda, concentrada en Milán, fue la fabricación de carruajes. La ciudad tenía 40 establecimientos de los que salían carruajes: destacaba la fabbrica di carrozze Cesare Sala.

#### Otras industrias
En 1856, los trabajos de imprenta en Lombardía eran 70, de los cuales 38 estaban en la provincia de Milán, a la que se añadió la l'Imperial Regia Stamperia. La industria de fabricación de porcelana, mayólica y vidrio tenía poca importancia. La más famosa fue sin duda la Fabbrica di Ceramiche Richard, que en 1855 comprendía a más de 300 trabajadores y producía todo tipo de cerámica y vidrio. La producción principal de la fábrica tenía una facturación de aproximadamente 600 mil liras: la producción se exportó a todos los estados italianos de la época, a Suiza y Dalmacia. Vale la pena mencionar la Raffineria Calderara en Milán en la fabricación de azúcar, que empleaba a unos 1200 trabajadores en 1850, incluido el departamento para la producción de combustible para las operaciones. La producción de la planta ascendió a 5.000 toneladas de azúcar por año. Otro gran establecimiento fue el l'Imperial Regia fabbrica di tabacchi, donde en 1859 trabajaban 1000 trabajadores, la mayoría mujeres. Sin embargo, este establecimiento era de propiedad estatal y operaba como un monopolio. Otra fábrica a gran escala en Milán fue la Bottonificio Antonio Binda, fundada en 1829, que pasó de 145 empleados en 1847 a más de 600 en 1858, algunos de los cuales vinieron del extranjero junto con maquinaria para el procesamiento.
La elaboración de cerveza fue particularmente popular en las décadas previas a la unificación de Italia. Los productos para la fabricación eran generalmente de la misma región de Lombardía-Veneto, excepto los lúpulos, importados de Baviera o de Bohemia para proporcionar una calidad más alta. Sin embargo, el empleo en este sector no tuvo un impacto importante: las fábricas medianas y grandes generalmente empleaban a una treintena de trabajadores.

### Moneda
La acuñación austro-milanesa consistía en una acuñación en los tres metales clásicos (oro, plata, cobre), que se diferenciaron y perfeccionaron bajo los diferentes gobernantes que reinaron. En el momento de su fundación, en el Reino Lombardo-Véneto todavía circulaban las monedas francesas, ya que las grandes deudas contraídas durante la guerra no permitieron una acuñación inmediata. Fue solo desde 1822 que se propusieron nuevas monedas.
Paralelamente a esta circulación de monedas, las del Imperio austríaco (austriacas y húngaras) se utilizaron como monedas de libre comercio, que seguían un tipo de moneda diferente: el valor en estos casos estaba constituido por el peso efectivo del metal de la moneda.

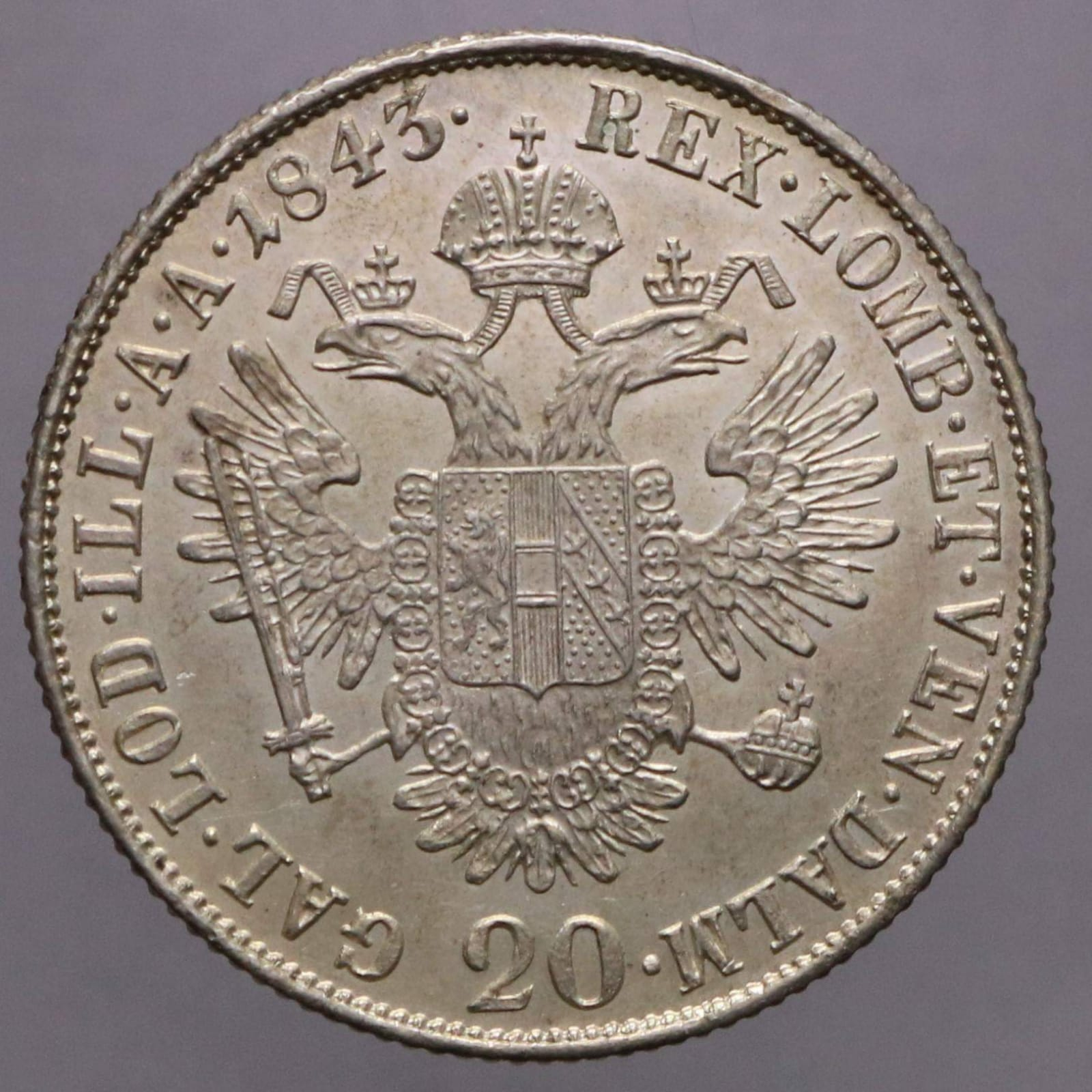
Moneda de 1843.
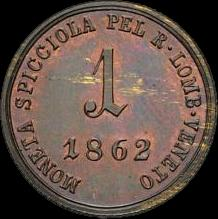
Moneda de 1862.

## Defensa
El ejército del Reino de Lombardo-Veneto consistía en nueve regimientos que formaban parte del ejército imperial austriaco. Indudablemente, un punto a favor del gobierno austriaco fue el aflojamiento de la conscripción militar obligatoria (introducida en el Reino Napoleónico de Italia) que llevó a una drástica reducción en el número de deserciones. En el Reino Lombardo-Véneto, de hecho, alrededor de 6.300 hombres fueron llamados para la conscripción (mucho más bajo que los bohemios o austriacos) por cada millón de habitantes seleccionados y para los cuales fue posible eximirse del servicio militar según ciertos criterios. A pesar de esto, los italianos que se encontraban estacionados en el Reino de Lombardía-Veneto bajo el mando de Radetzky en la víspera de las revueltas y guerras de 1848 eran el 33% del ejército, formando así el grupo étnico dominante.
| Tropas Lombardo-Venecianas                                                                          | | | | |
| [[File:Lomb. Venet. Gensd'armes (NYPL b14896507-90401).tiff\|205px\|alt={{{Alt\|{{{descripción}}}]] | [[File:Lomb. Militair-Polizey-Wach-Corps (NYPL b14896507-90402).tiff\|240px\|alt={{{Alt\|{{{descripción}}}]] | [[File:Lomb. Militair-Polizey-Wach-Corps (NYPL b14896507-90403).tiff\|230px\|alt={{{Alt\|{{{descripción}}}]] | [[File:Lombar Venet Gensdarmes (NYPL b14896507-90400).tiff\|248px\|alt={{{Alt\|{{{descripción}}}]] | [[File:Lombar (...) Freiwilligen Husar (...) (NYPL b14896507-90645).tiff\|225px\|alt={{{Alt\|{{{descripción}}}]] |
| Gendarmería 1837-1848.                                                                              | Policía militar 1837-1848.                                                                                   | Policía militar 1837-1848.                                                                                   | Gendarme 1837-1848.                                                                                | Húsares 1859. |

Venecia fue la principal base de la armada imperial austriaca hasta las revoluciones de 1848 durante la cual la región se unió a la revuelta. A este levantamiento también se unieron soldados y marineros austríacos de ascendencia veneciana, por lo que la marina de guerra, perdió una gran parte de sus barcos en Venecia. Tras la victoria del imperio sobre los rebeldes, Venecia perdería su estatus de primer puerto militar austriaco reemplazado por Pola y Trieste.

## Religión

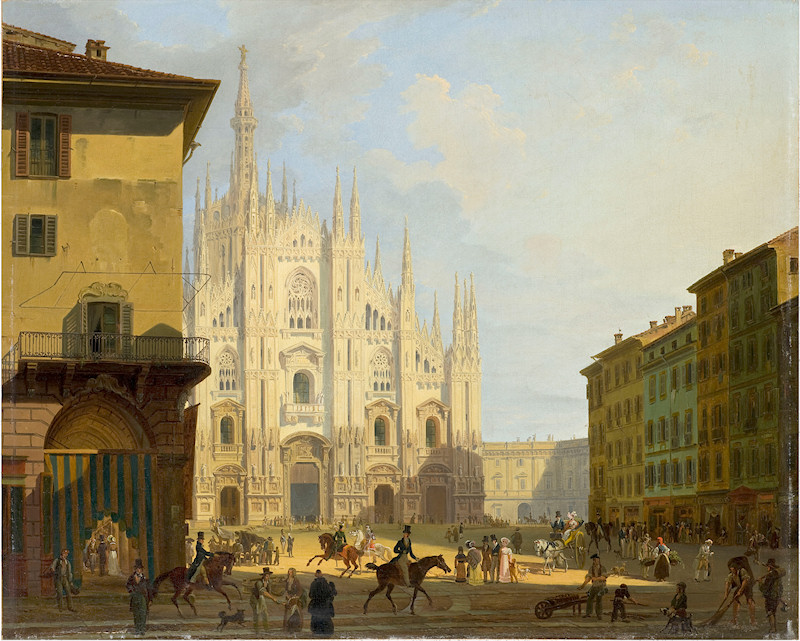
Catedral de Milán 1819. Pintura de Giovanni Migliara.

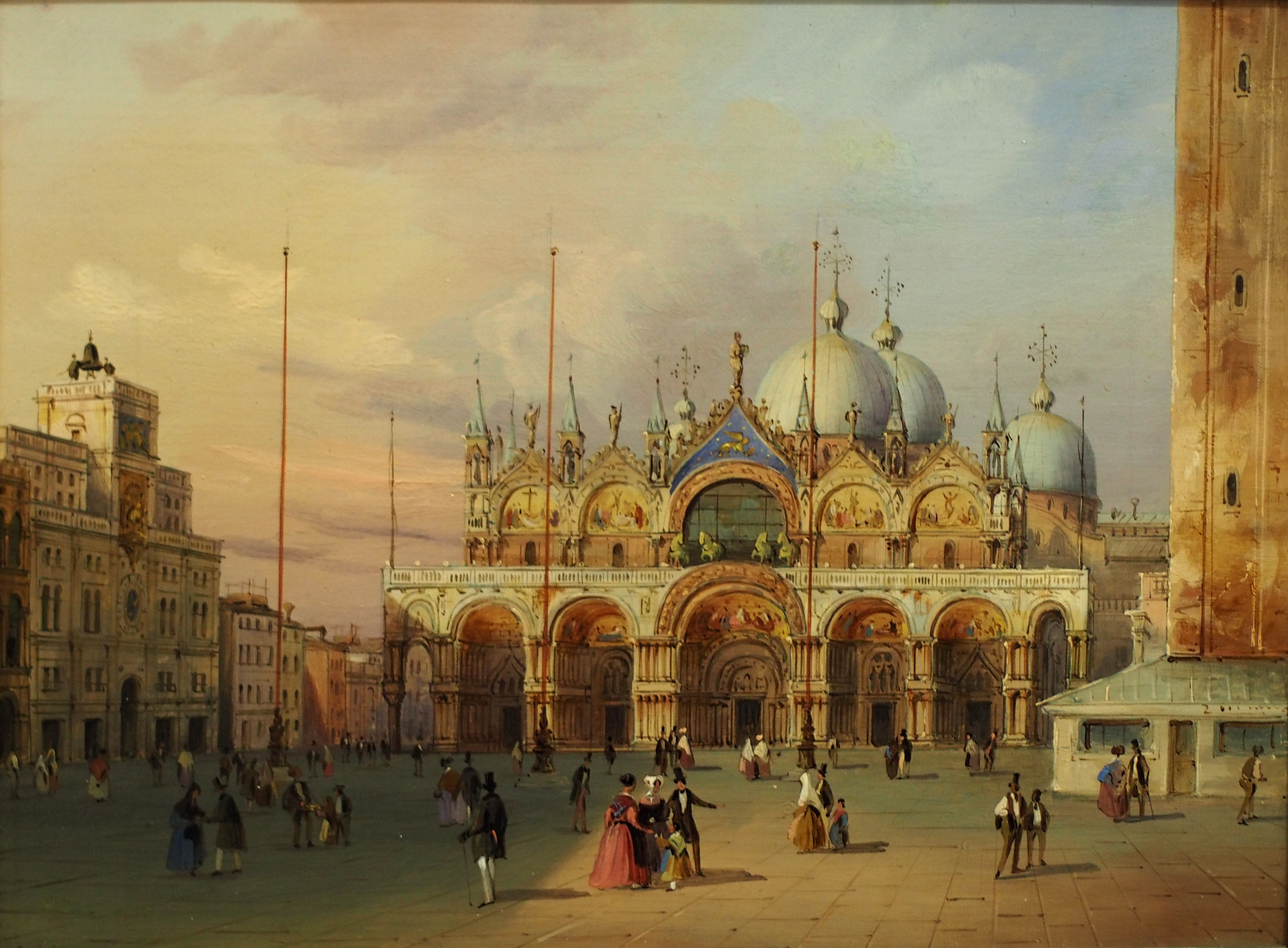
Basílica de San Marcos, Venecia entre 1840 y 1850. Pintura de Carlo Grubacs.

La religión fue quizás el tema que más que ningún otro unía al Reino de Lombardía-Veneto en sí mismo y también con el Imperio austriaco, ya que ambas naciones tenían en su base una profunda fe cristiana y, como tal, el catolicismo había sido declarado religión del estado.
En Venecia, quedaba un núcleo judío copioso basado en el gueto de Cannaregio. En Milán, sin embargo, el catolicismo había sufrido mucho por las reformas hechas por José II a fines del siglo XVIII, que había suprimido muchos conventos y monasterios en un intento de secularizar los bienes de la iglesia en las arcas estatales del entonces ducado de Milán. Por lo tanto, la nueva política austriaca consistió en una reconciliación parcial y formal con la iglesia milanesa, a la que se otorgaron nuevos honores y privilegios, como por ejemplo la presidencia espiritual de la orden lombardo-veneciana de la Corona de Hierro. Sin embargo no faltaron tensiones en el área eclesiástica por ejemplo con el nombramiento de Carlo Gaetano von Gaisruck como arzobispo de Milán, elegido por Francisco I sin el acuerdo previo del papa Pío VII. Tardó más o menos dos años de negociaciones con el papa de Roma para resolver la cuestión, y la designación de Gaisruck fue confirmada el 16 de marzo de 1818.
Durante la revolución de 1848, la Iglesia católica en el reino se vio implicada en el conflicto ya que en un principio, los Estados Pontificios se unieron a la alianza de estados italianos en contra del Imperio Austriaco. Pío IX permitió el establecimiento de un ejército de voluntarios, con la única misión de proteger las fronteras del estado con el Reino de Lombardía-Véneto (Austria). Se formaron dos cuerpos: uno, de soldados regulares, comandado por el General Giovanni Durando (1804-1869) hermano del General Giacomo Durando, el otro de voluntarios, comandado por el General Andrea Ferrari. El Estado pontificio se encontró realmente comprometido en una guerra contra Austria, una potencia católica, por la independencia italiana. El 17 de abril de 1848, una comisión de cardenales fue llamada para discutir la situación. La comisión persuadió al Papa para que retirara su apoyo a la coalición. 
El Arzobispo de Milán Bartolomeo Carlo Romilli, tuvo un trato más o menos de cordialidad con los rebeldes, sin embargo cuando las cosas empeoraron y la guerra se volvió desfavorable para los independentistas, el 5 de agosto de 1848 Romilli formó parte de la delegación que, en nombre del rey Carlos Alberto, negoció con el mariscal Radetzky la rendición de Milán y el armisticio de Salasco. El Patriarca de Venecia Giacomo Monico quien durante su episcopado fue un firme partidario de la Casa de Habsburgo, firmó una petición a la Asamblea el 3 de agosto de 1849 para que Venecia capitulara ante los austriacos y por lo que tuvo que refugiarse en San Lázaro de los armenios para escapar de la ira de los patriotas. Con la caída de la República de San Marco, realizó un solemne Te Deum en la Basílica de San Marcos.
Las relaciones entre la Santa Sede y el Imperio Austriaco se normalizarían con el concordato celebrado por ambas partes en 1855. Este acuerdo restableció una mayor autonomía de la autoridad eclesiástica con respecto a la política.

## Filatelia
La historia filatélica de Lombardo-Veneto es mucho más joven que la numismática porque los primeros sellos impresos oficialmente (y por lo tanto no estampados) se hicieron a partir del 1 de junio de 1850 bajo la administración de Francisco José, quien también reglamento los valores gravados con regulaciones precisas.
En Milán, así como en Venecia, los valores gravados para periódicos, almanaques y publicaciones también se difundieron en paralelo y la administración austriaca también tuvo el mérito de haber introducido sellos en estas regiones y valores gravados por la gran cantidad de documentación. La impresión de estos sellos se realizó tipográficamente en papel blanco, los valores en centavos y la marca de agua se componía de letras grandes "KKHM" (iniciales de Kaiserliche und Königliche Handels Ministerium - Ministerio de Comercio Imperial y Real). Estos sellos fueron impresos en la Oficina de Impresión del Estado austriaco en Viena.

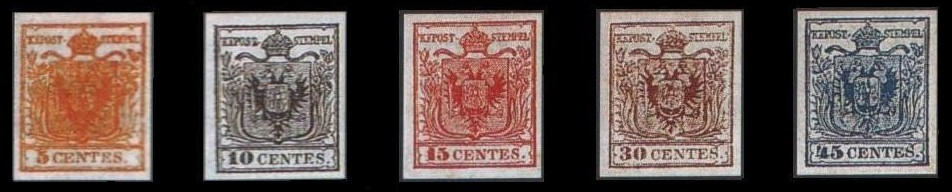
Serie completa de sellos en centavos que circulaban en el reino desde 1850 hasta 1858.